# Ibargoiti
Ibargoiti és un municipi de Navarra, a la comarca d'Aoiz, dins la merindad de Sangüesa. Consta dels nuclis de població de:
- Abínzano
- Idocin (ajuntament)
- Izco
- Salinas de Ibargoiti

## Demografia
| Evolució demogràfica                                 | Evolució demogràfica | Evolució demogràfica | Evolució demogràfica | Evolució demogràfica | Evolució demogràfica | Evolució demogràfica | Evolució demogràfica | Evolució demogràfica | Evolució demogràfica | Evolució demogràfica |
| 1996                                                 | 1998                 | 1999                 | 2000                 | 2001                 | 2002                 | 2003                 | 2004                 | 2005                 | 2006                 | 2007                 |
| ---------------------------------------------------- | -------------------- | -------------------- | -------------------- | -------------------- | -------------------- | -------------------- | -------------------- | -------------------- | -------------------- | -------------------- |
| 218                                                  | 224                  | 231                  | 237                  | 234                  | 238                  | 233                  | 230                  | 228                  | 235                  | 252                  |
| Fonts: Ibargoiti i Institut d'Estadística de Navarra |                      |                      |                      |                      |                      |                      |                      |                      |                      |                      |